# أحداث العباسية
أحداث العباسية هي أعمال عنف جرت يوم 2 مايو 2012 في منطقة العباسية، وقع فيها أكثر من 11 قتيلًا وعشرات الجرحى من طرف المتظاهرين، ومجند بالقوات المسلحة، بحسب مصادر أمنية وطبية، وقد جرت اشتباكات في ميدان العباسية بين معتصمين و«مسلحين مجهولين»، حيث هاجم المسلحون المعتصمين، الذين كانوا معتصمين بالقرب من مقر وزارة الدفاع للمطالبة بتسليم السلطة للمدنيين وإلغاء مادة تحصن لجنة انتخابات الرئاسة من الطعن. وقد تدخّل الجيش المصري بعدد من حاملات الجنود المدرعة لوقف الاشتباكات، معلنًا أنّه لن يفضّ الاعتصام.

## خلفية
فقد قطاع من الثوار الثقة في إجراء انتخابات رئاسية نزيهة خاصة بعد استبعاد المرشحين حازم صلاح أبو إسماعيل وخيرت الشاطر بمبررات قانونية وفيها تعدى على أحكام القضاء والقانون المصري في حين تم قبول رئيس وزراء النظام السابق وتم ظلم أيمن نور رغم إصدار قانون العزل السياسي ونشره في الجريدة الرسمية في تعدى مباشر علي سلطات الدولة. فقررت تيارات عدة أبرزها حركة 6
\أبريل وأزهريون بلا حدود وثوار بلا تيار التي كانت وليدة هذه الفترة، قرروا اعتصاما مفتوحا أمام مقر وزارة الدفاع خوفاً من تزوير أو تأجيل الانتخابات وعدم إجرائها تحت حكم العسكر مطالبين بتغيير أفراد لجنة الانتخابات وأهمهم المستشار فاروق سلطان رئيس اللجنة ورئيس المحكمة الدستورية كما طالب المعتصمون بالغاء أو تعديل المادة رقم 28 من الإعلان الدستورى والتي تحصن قرارات اللجنة ضد أي طعون مما يؤجج حالة الشك في نزاهة القرار النهائى للجنة.
يتهم أنصار حازم صلاح أبو إسماعيل وغيرهم المجلسَ العسكري بإرسال البلطجية الذين هاجموهم في اعتصامهم، وظهر ذلك بوضوح في تسجيلات للأحداث اللاحقة.
هتف المعتصمون في مسيرة حاشدة في الجمعة التالية ضد حكم العسكر وطالبوا «بإعدام المشير». واندلعت اشتباكات عنيفة أوقعت جرحى يوم الجمعة مساءً بين المحتجين والشرطة العسكرية، بسبب محاولة أحد المحتجين تجاوز الأسلاك الشائكة للوصول إلى وزارة الدفاع، وانتهت الاشتباكات بفض الاعتصام وإخلاء الميدان وفرض حظر تجوال ليلي عند ميدان العباسية والمنطقة المحيطة به استمر لثلاثة أيام. ودعى حازم صلاح أبو إسماعيل «من خرج من أجله» أن يرجع.
كما دارت اشتباكات أمام مقر المنطقة الشمالية العسكرية بالإسكندرية بين مجندين مكلفين بحماية الثُكنة ومحتجين. واستمر الاعتصام بميدان التحرير.
وألقت قوات من الشرطة العسكرية ومن فروع القوات المسلحة الأخرى القبض على الشيخ حافظ سلامة، فاقتحموا مسجد النور بالقاهرة، ودخلوه بالأحذية (في واقعة وصفها الشيخ بأنها فريدة منذ الحملة الفرنسية على مصر)، ليقبضوا عليه وعلى عدد من المصلين بتهمة «التحريض»، وصدر قرار من المشير طنطاوي بإطلاق سراحه بعدها بساعات. وقال سلامة، إنني أشهد بشهادتي على ما رأيته داخل مسجد النور بالعباسية، أنه لم يكن بالمسجد مسلحون، وجميع من تم إلقاء القبض عليهم أبرياء، وليس صحيح ما أدعته الشرطة العسكرية أنه كان يوجد بالمسجد مسلحون، فمن قامت بالقبض عليهم الشرطة العسكرية يصل عددهم إلى 40 مصليا، وجميعهم أشخاص كانوا يؤدون صلاة العصر بالمسجد، ولم يكن أحد منهم معه شيء سواء سلاح أو غيره. وهو مخالف تماما لما ورد في تقارير وشهادات آخرين أكدت على وجود مسلحين ووقوع إصابات في أفراد القوة التي كلفت بتخليص المسجد من مسلحين.

## ردود فعل
- حزب الحرية والعدالة: «أعمال العنف بالقاهرة تشير إلى محاولة لعرقلة تسليم المجلس الأعلى للقوات المسلحة للسلطة بحلول الأول من يوليو كما هو محدد سلفا».[1]
- علق مرشح حزب الحرية والعدالة للرئاسة « محمد مرسي » حملته حدادًا على سقوط قتلى وجرحى واحتجاجا على أعمال العنف ضد المعتصمين. وحمل مرسي - في مؤتمر صحفي - المجلس العسكري مسؤولية الأحداث باعتباره من يدير البلد ونظرا لأن الأحداث دارت بالقرب من مقر وزارة الدفاع، وأكد على حق التظاهر والاعتصام. ورفض فكرة تأجيل الانتخابات المقررة نهاية الشهر، وألمح إلى «وجود أطراف تهدف إلى إشعال أحداث مثل الحرائق التي طالت مؤخرا عددا من المصانع والمنشآت بهدف تأجيل الانتخابات».[1]
- علق المترشح المستقل « عبد المنعم أبو الفتوح » حملته الرئاسية حدادا على سقوط قتلى واحتجاجا على أعمال العنف ضد المعتصمين و«احتجاجا على الأسلوب الذي تتعامل به السلطات مع احتجاج مناهض للمجلس العسكري بالقاهرة».[1]

## وصلات خارجية
- البلتاجي يكشف عن خلفيات أحداث العباسية، والمشادة المتزامنة بين البرلمان والمجلس العسكري على يوتيوب- قناة النهار[ ؟ ]
- مظاهرة منظمة لتأييد العسكري بحدائق القبة بعد أحداث العباسية بأيام على يوتيوب- المصري اليوم